# ワイルド・スタイル
『ワイルド・スタイル』（Wild Style）は1982年に製作されたアメリカのヒップホップ映画。日本語字幕は岡枝慎二。

## あらすじ
ニューヨーク、サウス・ブロンクス。覆面をしたレイモンドは、深夜に地下鉄のガレージへ忍び込み、車体に怪傑ゾロのデザインをモチーフにしたグラフィティアートをスプレーで描いていた。レイモンドのカラフルなグラフィティは話題となり評判を呼んだが、違法行為ゆえに描き手として正体を明かせずにいた。ある日、新聞記者のバージニアから仕事の依頼が舞い込むが、仕事として描くことと自由に描くことの選択に思い悩む。

## キャスト
- レイモンド”ゾロ”：リー・ジョージ・キュノネス
- フェイド：フレッド・ブラザウェイ
- ローズ”レディ・バッグ”：サンドラ・ピンク・ファーブラ
- バージニア：パティ・ファスター
- グランドマスター・フラッシュ
- グランドミキサー・D.ST（英語版）
- Fab 5 Freddy
- Cold Crush Brothers
- Rock Steady Crew
- Busy Bee
- Rammellzee

## サウンドトラック
1. Military Cut - DJ Grand Wizard Theodore
2. MC Battle - Busy Bee Vs Rodney Cee
3. Basketball Throwdown - The Cold Crush Brothers Vs Fantastic Freaks
4. Fantastic Freaks At The Dixie - DJ Kevie Kev Rockwell
5. Subway Theme - DJ Grand Wizard Theodore
6. Cold Crush Brothers At The Dixie - Cold Crush Brothers
7. Cuckoo Clocking
8. Stoop Rap - Double Trouble
9. Double Trouble At The Amphitheatre - DJ Stevie Steve
10. South Bronx Subway Rap - Grandmaster Caz
11. Street Rap - Busy Bee
12. Chief Rocker Busy Bee, DJ AJ At The Amphitheatre - Busy Bee/ DJ A.J.
13. Gangbusters - DJ Grand Wizard Theodore
14. Rammellzee and Shock Dell At The Amphitheatre - Rammellzee & Shock Dell/Grand Mixer D.ST
15. Down By Law - Fab 5 Freddy
16. Wild Style Theme Rap 1 - Grand Master Caz/Chris Stein
17. Wild Style Subway Rap 2 - Grand Master Caz/Chris Stein

## その他
サウンドトラック及び劇中の音源は、ナズ「The Genesis」、パブリック・エナミー「Louder Than a Bomb」、他、多くのアーティストの作品にサンプリング・ソースとして使用され、また映像はビースティ・ボーイズ「Root Down」のMVなどで使われている。
2015年に日本の劇場でも公開された。劇場公開に伴い字幕監修をKダブシャインが担当している。